# ایزوناگائوکا، شیزوئوکا
ایزوناگائوکا، شیزوئوکا (به لاتین: Izunagaoka, Shizuoka) یک منطقهٔ مسکونی در ژاپن است که در ناحیه چوبو واقع شده‌است. ایزوناگائوکا ۱۵٬۳۳۹ نفر جمعیت دارد.